# عبد الله بن إسماعيل
مولاي عبد الله بن إسماعيل بن مولاي علي الشريف العلوي (1694 - 1757) هو سلطانٌ مغربيٌّ علويٌّ. خلفه ابنه السلطان محمد الثالث.

## نسبه
هو عبد الله بن إسماعيل بن الشريف بن علي بن محمد بن علي بن يوسف بن علي بن الحسن بن محمد بن الحسن الداخل بن القاسم بن محمد بن أبي القاسم بن محمد بن الحسن بن عبد الله بن محمد بن عرفة بن الحسن بن أبي بكر بن علي بن الحسن بن أحمد بن إسماعيل بن القاسم بن محمد النفس الزكية بن عبد الله الكامل بن الحسن المثنى بن الحسن بن علي بن أبي طالب بن عبدالمطلب بن هاشم.

## مسيرته
بعد وفاة السلطان إسماعيل بن الشريف عزمت خناتة بنت بكار على الدفع بولدها مولاي عبد الله لفرض نفسه في التسابق على الملك مع إخوانه، خصوصا أمام أبناء عائشة بنت مبارك، مستعينة في ذلك بضغط قبيلتها المغافرة وقبائل الأودايا، فأفلحت في تحقيق تحالف بينهما. أصبح مولاي عبد الله سلطاناً عدة مرات. أول مرة كانت عام 1729 واستمر حتى عام 1734 حين عزل، وحل محلة مولاي زين العابدين.
عزل مولاي زين العابدين بعد سنتين، أي في عام 1736، واسترد مولاي عبد الله منصبه لعدة أشهر ولكنه عزل أيضاً وأصبح السلطان الجديد هو محمد الثاني حتى عام 1738.
بعدما عزل محمد الثاني، أصبح مولاي المستضيئ سلطاناً حتى عام 1740 حتى أصبح مولاي عبد الله سلطاناً للمرة الثالثة، واستمر ذلك لمدة خمسة سنوات إلى عام 1745. تبادل مولاي المستضئ ومولاي عبد الله السلطنة في ذلك العام، ولكن عبد الله بقي سلطاناً للمرة الرابعة حتى وفاته عام 1757، حين وصل ابنه محمد الثالث إلى العرش.

## معرض الصور

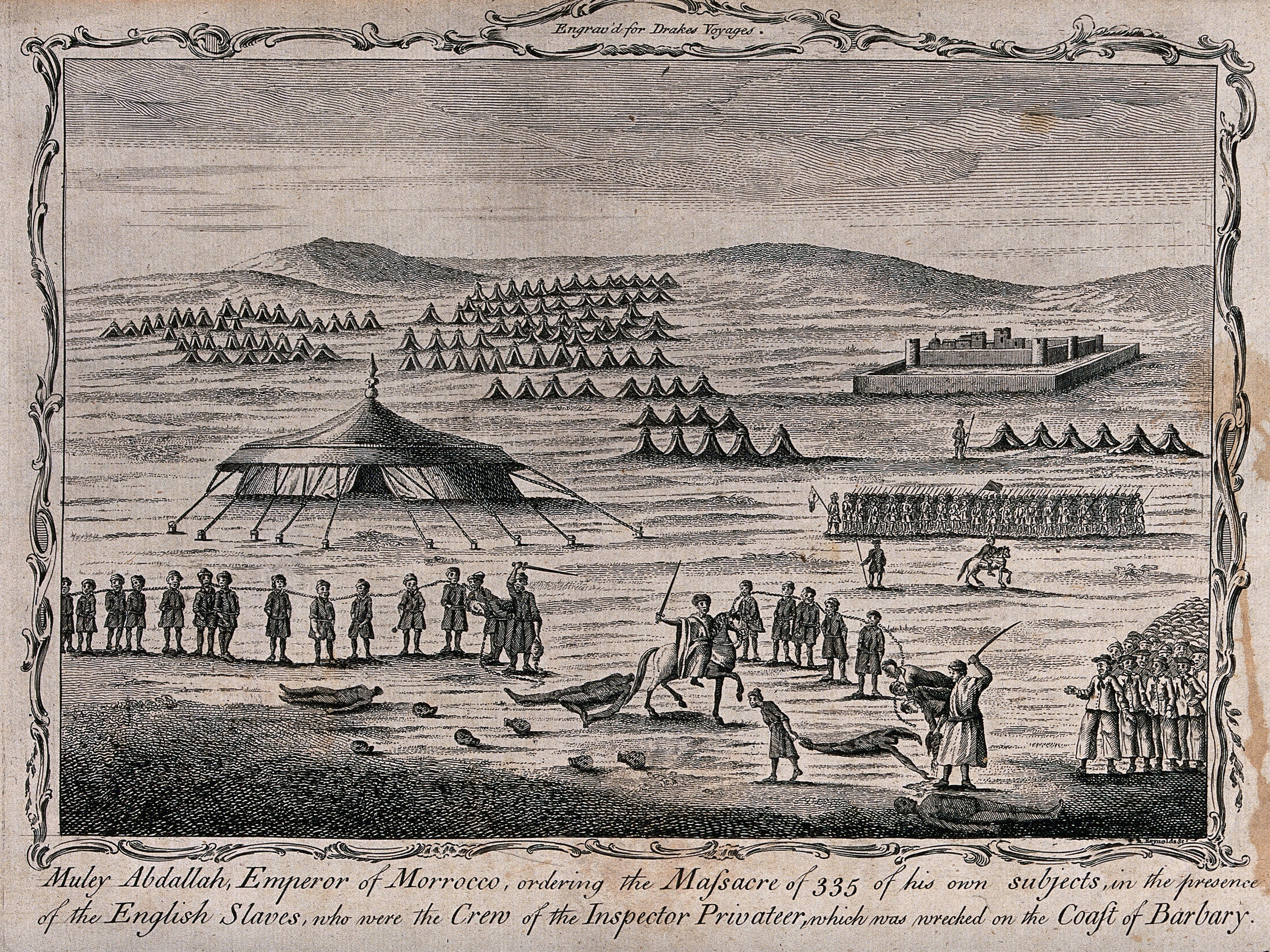
رسم لحرب أثناء فترة حكم السلطان